# Växjö stift
Växjö stift (latin: Dioecesis Vexioensis) är ett stift inom Svenska kyrkan. Stiftsstad är Växjö och stiftskyrka är Växjö domkyrka. Stiftet omfattar huvuddelen av Småland – utom samtliga församlingar i Västerviks, Vimmerby, Hultsfreds, Eksjö, Aneby och Tranås kommuner, Misterhults församling i norra Oskarshamns kommun samt Norra Solberga-Flisby församling i Nässjö kommun, som alla tillhör Linköpings stift. En mindre del av Jönköpings kommun (Norra Mo församling) tillhör Skara stift. I Växjö stift ingår även landskapet Öland. Stiftet har sju kontrakt, 56 pastorat och 171 församlingar (2019).
Växjö stift bildades senast 1170. Efter reformationen lades andra delar av Småland till stiftet och i början av 1600-talet även Tveta och Vista härader. Från 1620-talet till 1915 bildade de östra delar av Växjö nuvarande stift som ligger i Möre, Stranda och Handbörds härader samt Öland ett eget stift, Kalmar stift. Kalmar domkyrka har alltjämt en domkyrkas rang. Då biskopen i Växjö besöker domkyrkan i Kalmar använder han den senares biskopsornat.
Inom området för Växjö stifts verksamhet fanns 2011 omkring 628 000 invånare.

## Kontrakt
- Växjö domkyrkokontrakt
- Allbo-Sunnerbo kontrakt
- Södra Vätterbygdens kontrakt
- Östbo-Västbo kontrakt
- Njudung-Östra Värends kontrakt
- Kalmar-Ölands kontrakt
- Stranda-Möre kontrakt